# Jurassic Fight Club
Jurassic Fight Club (No Brasil, Luta Jurássica) é uma série de documentários, estadunidense produzida e transmitida pelo History Channel. A série é um baseada em estudos paleontológicos sobre lutas entre dinossauros na Pré-História. A série estreou nos EUA em Julho de 2008. Jurassic Fight Club foi organizada por George Blasing, um paleontólogo especialista na área. A série durou uma temporada de 12 episódios e não foi renovada.

## Sinopse
Cada episódio da série, descreve uma luta entre dinossauros ocorrida na pré-história.
Todos os episódios são baseados em um achado fóssil real, ou seja, a partir de fósseis encontrados em algum lugar e que indicam que ali houve um combate. Pesquisadores, paleontologistas e técnicos em computação gráfica recriaram os animais e suas batalhas, para no fim obter como resultado esta série. Em Luta Jurássica, são utilizadas diversas técnicas forenses para descobrir como a "cena do crime" acabou fossilizada e como foi a luta, assim, realizando uma verdadeira investigação criminal.

## Episódios
| # | Título                       | Dinossauros                                                         | Data original de transmissão |
| --- | ---------------------------- | ------------------------------------------------------------------- | ---------------------------- |
| 1 | "Dinossauro Canibal"         | Majungasaurus Macho vs. Majungasaurus Fêmea                         | 29 julho 2008                |
| Em 1998, um grupo de paleontólogos que trabalhava na Ilha de Madagascar, descobriu restos de um Majungassauro, um dos predadores mais temidos de sua época. Utilizando os últimos avanços em tecnologia criminalística para estudar várias marcas em seu corpo, os cientistas descobriram que foi atacado por outro Majungassauro, o que revela o primeiro caso autêntico de canibalismo entre dinossauros.                                                            |                              |                                                                     |                              |
| 2 | "O Caçador de Tiranossauros" | Tyrannosaurus vs Nanotyrannus                                       | 5 agosto 2008                |
| O Tiranossauro-Rex é um dos mais temíveis predadores de nosso planeta, mas para um dinossauro em particular, ela era a caça. Uma descoberta em Montana revela os ossos quebrados de um jovem T-Rex, e os dentes de seu agressor. Através das marcas dentárias os cientistas determinaram se tratar de um Nanotirano. À medida que mais ossos surgem, os paleontólogos analisam esta batalha para encontrar respostas sobre a origem do Nanotirano, o "Pequeno Tirano". |                              |                                                                     |                              |
| 3 | "Bandos Assassinos"          | Deinonychus vs Tenontosaurus                                        | 12 agosto 2008               |
| O predador Deinonico era parecido com uma ave, e habitualmente atacava um tipo de dinossauro grande e herbívoro chamado Tenontosssauro. Os cientistas realizaram um estudo sem precedentes sobre como estes animais se moviam, lutavam e se comportavam. Finalmente, examinaram o que ocorria quando um grupo destes predadores decidia atacar um adversário que tinha o dobro de seu tamanho.                                                                         |                              |                                                                     |                              |
| 4 | "A Batalha mais Sangrenta"   | Allosaurus, Stegosaurus, Ceratosaurus, Camarasaurus                 | 19 agosto 2008               |
| O Alossauro e o Ceratossauro se enfrentam em um bebedouro, uma cavidade pré-histórica com água, no que seria uma das lutas mais sangrentas registradas na história paleontológica. Os cientistas descobriram ali mais de 15.000 ossos e o porquê de várias espécies terem lutado até a morte durante uma forte seca no período jurássico. |                              |                                                                     |                              |
| 5 | "Assassinos das Profundezas" | Megalodon vs Brygmophyseter                                         | 26 agosto 2008               |
| O Megalodon, uma criatura de mais de 15 metros, parente do moderno Grande Tubarão Branco, enfrenta uma Brygmophyseter, uma espécie extinta de baleia Cachalote, com dentes enormes iguais aos do Tiranossauro-Rex. |                              |                                                                     |                              |
| 6 | "A Caça e o Caçador"         | Allosaurus vs Ceratosaurus                                          | 2 setembro 2008              |
| O Alossauro e o Ceratossauro se enfrentam... Cientistas reconstroem uma terrível batalha entre os dois predadores, em uma luta por domínio onde ambos os caçadores se transformam em caça. |                              |                                                                     |                              |
| 7 | "Os Maiores Assassinos"      | Allosaurus, Utahraptor, Majungasaurus, Albertosaurus, Tyrannosaurus | 9 setembro 2008              |
| Milhões de anos de evolução geraram alguns dos dinossauros mais monstruosos já imaginados. Agora daremos uma olhada em primeira mão a algumas das criaturas pré-históricas mais mortíferas já conhecidas. Desde o Utahraptor até o gigantesco Tiranossauro Rex, analisaremos seu tamanho, seu comportamento e as demais características que os fizeram tão letais. |                              |                                                                     |                              |
| 8 | "A Última Batalha do Raptor" | Utahraptor vs Gastonia                                              | 16 setembro 2008             |
| O Gastonia, um dinossauro recoberto com uma couraça que o fazia parecer um tanque pré-histórico, enfrenta o mais gigantesco membro da família dos “raptors” (aves de rapina) já descoberto: o Utahraptor. Utilizando a mais avançada tecnologia para recriar seus esqueletos, os especialistas são capazes de reconstituir a vida destes dois antigos rivais. |                              |                                                                     |                              |
| 9 | "Monstros da Era do Gelo"    | Arctodus vs Leão-americano                                          | 23 setembro 2008             |
| O Mega-leão, um gigantesco primo de 340 quilos dos leões modernos, enfrenta cara a cara o Urso-de-face-curta, um animal aterrorizante de mais de 3 m de altura, com músculos e garras imensas. Fazendo um estudo detalhado de cada batalha, e analisando o comportamento dos ursos e leões modernos, especialistas recriam pela primeira vez, golpe por golpe, os combates mortais que travaram estes monstros da era do gelo.                                         |                              |                                                                     |                              |
| 10 | "Rio da Morte"               | Pachyrhinosaurus vs Albertosaurus                                   | 30 setembro 2008             |
| Uma manada de Paquirinossauros é atacada por um par de Albertosaurus. Encurralados entre os predadores e o rio, a manada tem que defender seu território; mas quando um dos membros rompe o cerco na tentativa de escapar, coloca em perigo todo o grupo. |                              |                                                                     |                              |
| 11 | "Raptors vs. T-Rex'"         | Edmontosaurus vs Dromaeosaurus, Tyrannosaurus                       | 7 outubro 2008               |
| O herbívoro Edmontossauro trava uma batalha contra uma manada de Dromeossauros, membros mortíferos da família dos raptores. Utilizando seu cérebro avançado, os raptores conseguem conduzir o Edmontossauro a uma armadilha mortal em um vale do qual não terá escapatória. Mas antes que consigam executar seu plano, aparece um Tiranossauro para reclamar a presa para si próprio.                                                                                  |                              |                                                                     |                              |
| 12 | "Armagedon"                  | (Diversos)                                                          | 22 outubro 2008              |
| Há milhões de anos, os dinossauros desapareceram da face da Terra. Especialistas de diversos campos científicos se reúnem para revisar as evidências e ajudar a explicar os eventos que causaram esta extinção em massa. Todas as teorias apontam para um asteroide do tamanho do monte Everest que teria caído próximo da América do Sul. Utilizando os últimos avanços em tecnologia, especialistas reconstruirão os últimos momentos dos dinossauros na Terra.      |                              |                                                                     |                              |